# 多洛恰
50°13′25″N 26°19′59″E / 50.22361°N 26.33306°E
多洛恰（羅馬化：Dolochchia）是烏克蘭西部赫梅利尼茨基州舍佩蒂夫卡區普盧日內市鎮的村莊。該村始建於1462年，面積0.64平方公里，海拔高度214米，2001年人口222，人口密度每平方公里346.3人。